# Gare de Budakalász, Lenfonó
La gare de Budakalász, Lenfonó est une gare ferroviaire située dans la ville de Budakalász, dans le district de Szentendre, dans le comitat de Pest en Hongrie centrale en Hongrie.  Elle est desservie par la ligne H5 du HÉV de Budapest.

## Situation ferroviaire
La gare est située à 13,9 kilomètres du terminus de Batthyány tér et à 7 kilomètres de Szentendre, au croisement de l'avenue Szentendrei et la rue Vasutsor. Elle se trouve non loin du centre-ville de Budakalász et du cimetière catholique.

## Service des voyageurs

### Intermodalité
Seule une ligne de bus nocturne dessert cette gare : Réseau nocturne de bus BKV ligne 943.